# Wolfgang Stockinger
Wolfgang Stockinger (Linz, 9 december 1981) is een Oostenrijks voormalig voetballer die bij voorkeur als aanvaller speelde.